# Will Berthold
Pour les articles homonymes, voir Berthold.
Will Berthold, né le 12 octobre 1924 à Bamberg, mort le 16 juin 2000 dans la même ville, est un écrivain et scénariste allemand.

## Biographie
Berthold est le fils d'un haut fonctionnaire et devient soldat à l'âge de 18 ans. En 1945, il est fait prisonnier de guerre et, après sa libération, devient travailleur intérimaire. De 1945 à 1951, il est stagiaire et journaliste pour le Süddeutsche Zeitung ; il rend compte notamment du procès de Nuremberg. Parallèlement, il obtient un diplôme en journalisme et en histoire littéraire. En 1948, il se marie.
Après avoir publié plusieurs feuilletons (comme dans Revue), il devient écrivain indépendant, produisant plus de 50 romans non fictionnels et des ouvrages de vulgarisation scientifique. Ses sujets de prédilection sont la période nazie, la Seconde Guerre mondiale, la criminalité et l'espionnage. Il écrit des scénarios pour des films et des documentaires télévisés. Certaines de ses œuvres sont imprimées sous les pseudonymes Stefan Amberg et Peter Martin Deusel.
Son travail le plus célèbre, publié plus tard sous forme de livre, est probablement la série d’articles La Nuit où courait le Diable, écrite par Berthold dans les années 1950 pour le Münchner Illustrierte. Cette série retrace le cas du présumé tueur en série Bruno Lüdke, qui avait été dissimulé sous le Troisième Reich, mais elle reste controversée parce que Berthold n'a pas correctement divulgué ses sources et a parfois confondu des fichiers nazis. Il n’existe aucune preuve pénale à ce jour de nombreux de détails de l’affaire, même pas sous forme écrite. Et puis Berthold n'a pas cité les comptes rendus des interrogatoires de l'affaire Lüdke, qui ont sérieusement mis en doute la culpabilité du suspect (qui était handicapé mental). Robert Siodmak en signe l'adaptation, La Nuit quand le diable venait, sorti en 1957, qui remporte dix Bundesfilmpreisen.

## Œuvre
- Adams Letzte, 1987
- Die anderen schlafen nicht. Europa ändert sein Gesicht, 1963
- Auf dem Rücken des Tigers, 1969
- Auf den Straßen des Sieges, 1988
- Brigade Dirlewanger, 1960
  - La Brigade des maudits, 1963
- Division Brandenburg. Die Haustruppe des Admirals Canaris, 1959
  - Division Brandebourg, 1960
- Die ehrenwerten Diebe, 1981 (roman sur l'espionnage industriel)
- Doppelt oder aus, 1983
- Ehesanatorium, 1981
- Etappe Paris, 1958
  - Étape Paris, 1964
- Feldpostnummer unbekannt, 1977
  - Secteur postal inconnu, 1980
- Die Frauen nannten ihn Charly, 1986
- Fünf vor zwölf und kein Erbarmen, 1978
- Die gelbe Mafia, 1989
- Geld wie Heu, 1982
- Getreu bis in den Tod. Tatsachenbericht. Sieg und Untergang der Bismarck, 1956
  - Les Morts sans croix, 1956
- Der grosse Treck. Die Vertreibung aus den deutschen Ostgebieten, 1975
- Hanussen. Hellseher und Scharlatan. Roman nach Tatsachen, 1987
- Die Haut am Markt, 1961
- Heißes Geld, 1980
- Heldensabbat. Roman aus Bamberg, 1985
- Hölle am Himmel, 1972
- Die Impotenten, 1969
  - La Génération perdue, 1970
- Inferno (trois tomes), 1982–1984
  - Tome 1: Die ersten Blitzsiege
  - Tome 2: Siege und Niederlagen
  - Tome 3: Finale
- Iwans Doktor, 1978
- Ein Kerl wie Samt und Seide, 1984
- Der Krieg, der nie zu Ende ging, 1981
- Kriegsgericht. Roman nach Tatsachen, 1959
  - Conseil de guerre, 1959
- Krisenkommando, 1980
- Lebensborn e. V. Tatsachenroman, 1958
  - Les Fiancées de Hitler, 1961
- Das letzte Gefecht, 1987
- Madeleine Tel. 13 62 11, 1959
- Malmedy. Das Recht des Siegers. Roman nach Tatsachen, 1957
  - La Tragédie de Malmedy, 1958
- Mitgefangen, Mitgehangen. Malmedy, 1957
- Die mobilen Manager. Glanz und Größe der deutschen Autoindustrie, 1966
- Nach mir komm ich, 1990
- Die Nacht der Schakale, 1981
- Nachts, wenn der Teufel kam. Tatsachenbericht, 1959 (sur l'affaire Bruno Lüdke)
  - La Nuit où courait le Diable, 1965
- Die Nackten und die Schönen, 1988
- Operation Führerhauptquartier, 1979
  - Deux hommes pour un visage, 1982
- Parole Heimat. Deutsche Kriegsgefangene in Ost und West, 1978
- Prinz-Albrecht-Straße. Roman nach Tatsachen, 1962
  - Au service du Diable, 1962
- Pinien sind stumme Zeugen, 1987
- Revolution im weißen Kittel. Hoffnungen und Siege der modernen Medizin, 1978
- Der Sieg, der vor die Hunde ging. Der Luftkrieg 1939-1945, 1980
  - L'Impossible victoire : la Luftwaffe dans la Seconde guerre mondiale, 1982
- Solang wir leben. Arztroman, 1985
- Spion für Deutschland. Roman nach Tatsachen, 1955
  - Ma vie d'espion, 1956
- Sprung in die Hölle, 1987
- Die Stadt der Engel, 1985
- Top-Agenten. Eine geballte Ladung Lesevergnügen (Herausgeberschaft), 1990
- Überleben ist alles. Die letzten 60 Tage des 3. Reiches. Tatsachenroman, 1985
- Verbotene Spiele, 1980
- Die Versager, 1973
- Vollstreckt. Johann Reichhart, der letzte deutsche Henker, 1984.
- Vom Himmel zur Hölle, Roman nach Tatsachen, 1957
- Die wilden Jahre, 1964
  - Les Années folles, 1966
- Zärtlichkeit in kleinen Raten, 1981
- Die 42 Attentate auf Adolf Hitler, 1981

## Filmographie
- 1957 : La Nuit quand le diable venait
- 1958 : Madeleine Tel. 13 62 11 (de)
- 1959 : Cour martiale
- 1959 : Le Gang descend sur la ville (de)
- 1960 : Une nuit à Monte-Carlo
- 1960 : Jeunes Gens mécontents
- 1961 : Les Fiancées d'Hitler (de)
- 1966 : À belles dents